# Chianciano Terme
Chianciano Terme település Olaszországban, Toszkána régióban, Siena megyében. Lakosainak száma 6907 fő (2023. január 1.). Chianciano Terme Chiusi, Montepulciano, Pienza és Sarteano községekkel határos.

## Fekvése
Torrita di Sienától délre fekvő település.

## Története

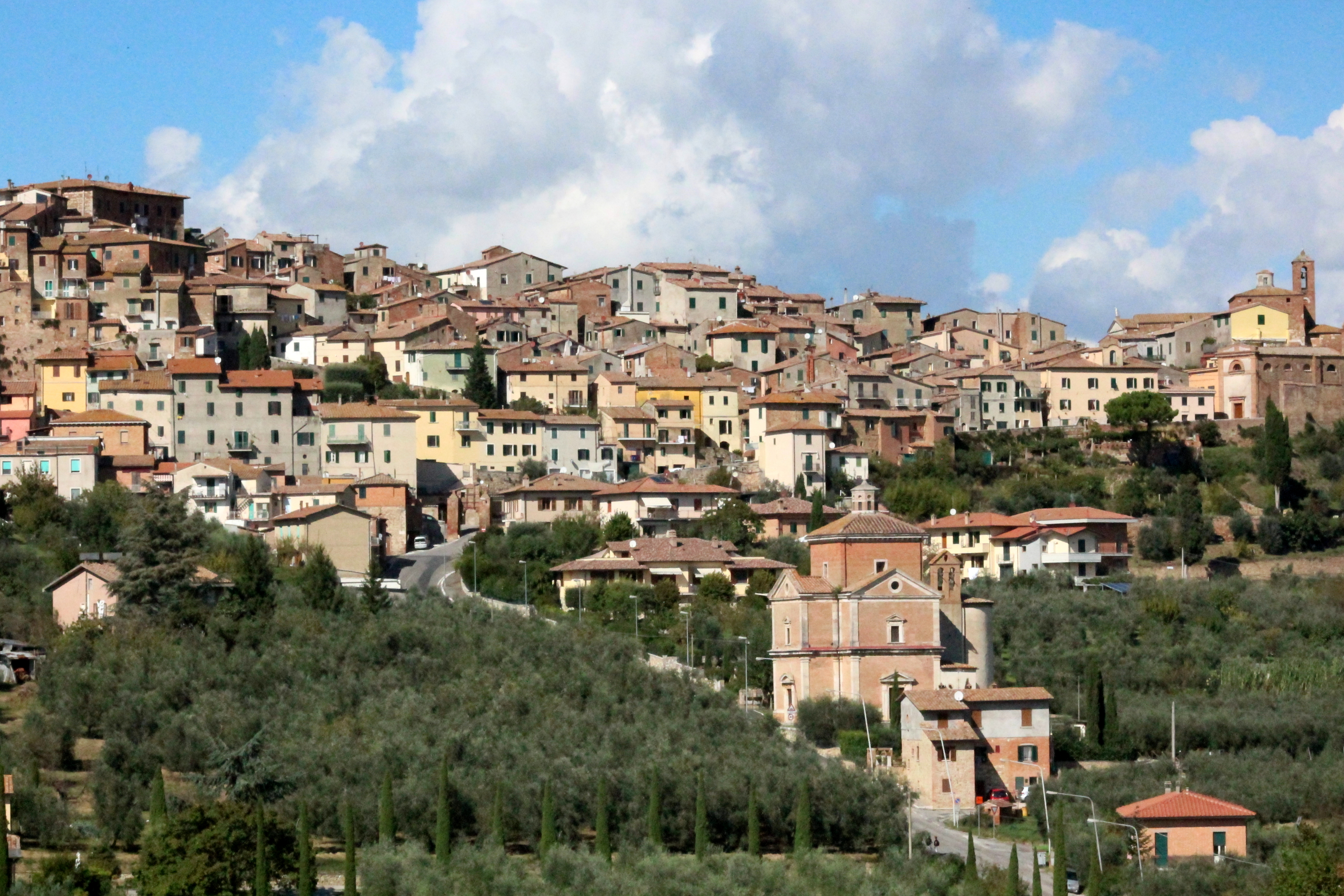

Chianciano Terme története az ie 5. századig, az etruszk időkig vezethető vissza. Neve azonban a római időkben gyógyító vizéről vált ismertté. Az ie .1. században Horacius is meglátogatta fürdőjét orvosa tanácsára. A környéken pedig luxus római villák épültek, közel a termálfürdőhöz. 

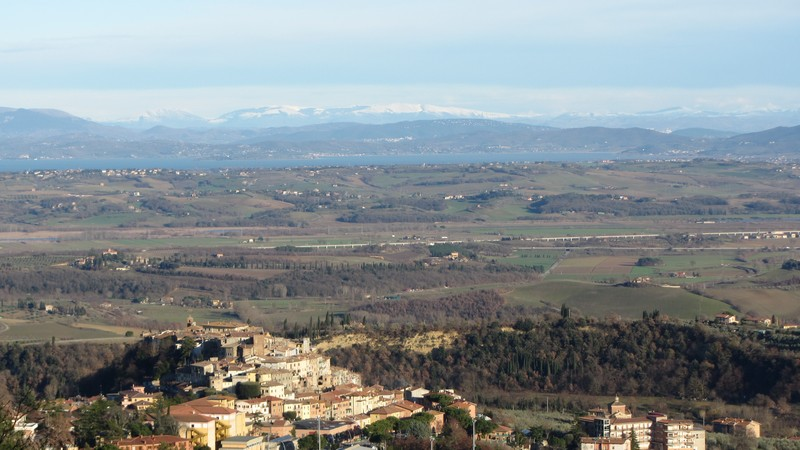
A város és a környék látképe

A középkorban Chianciano Sarteano urainak a Manenti grófoknak birtokaihoz tartozott. Fejlődését nagyban elősegítette a Via Francigena közelsége (a középkori fő kapcsolat Róma és Franciaország között) is elősegítette fejlődését.

## Galéria

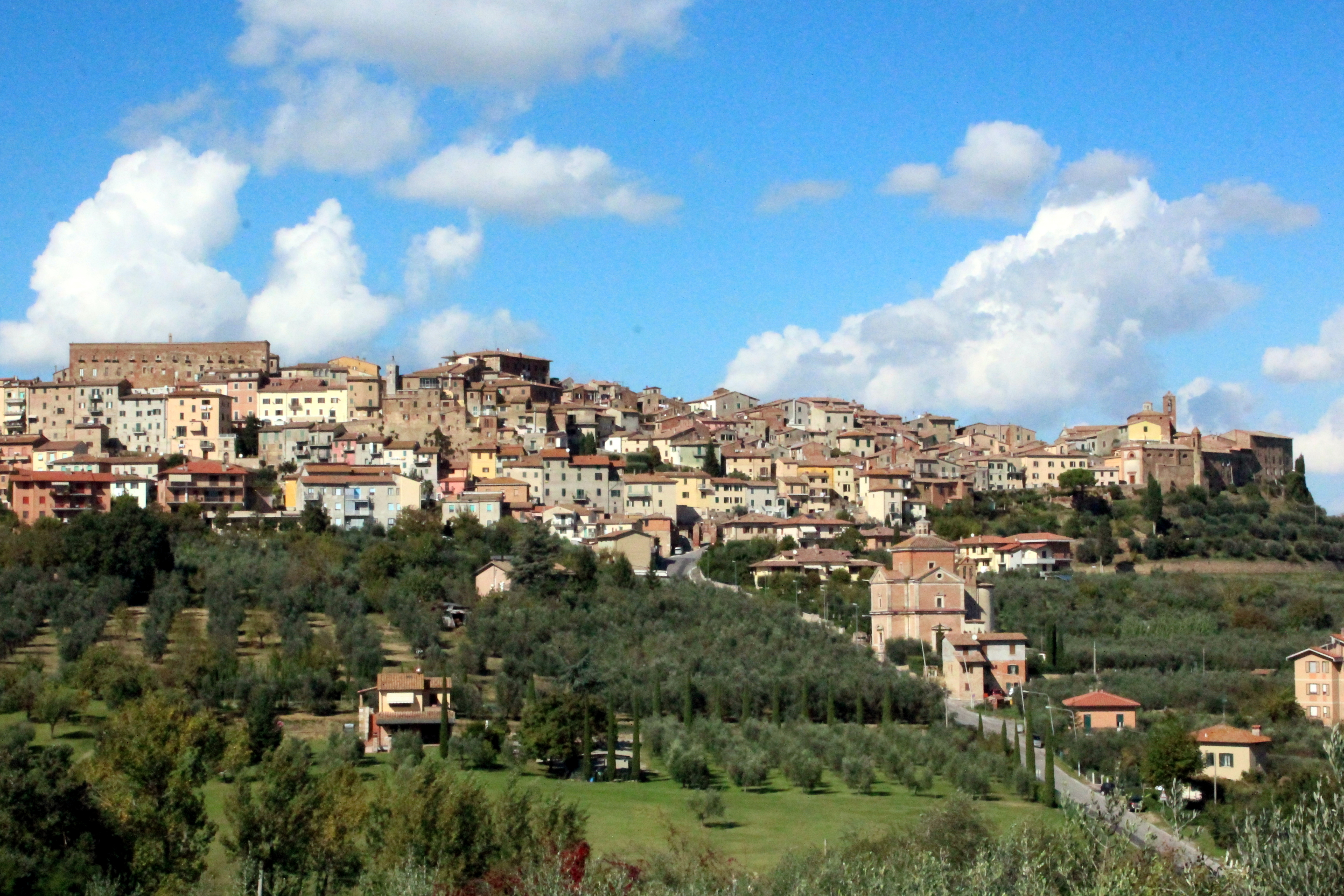
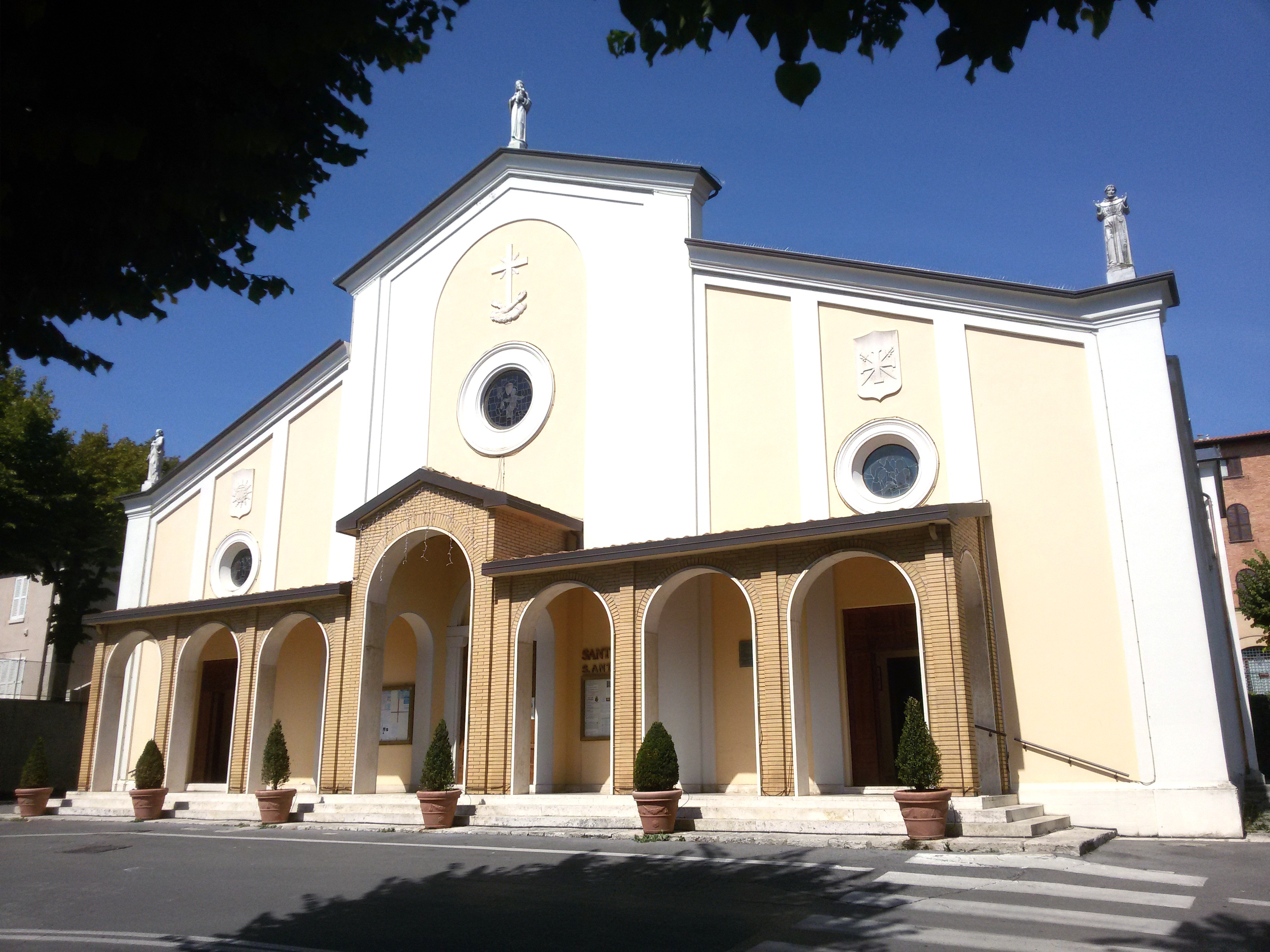
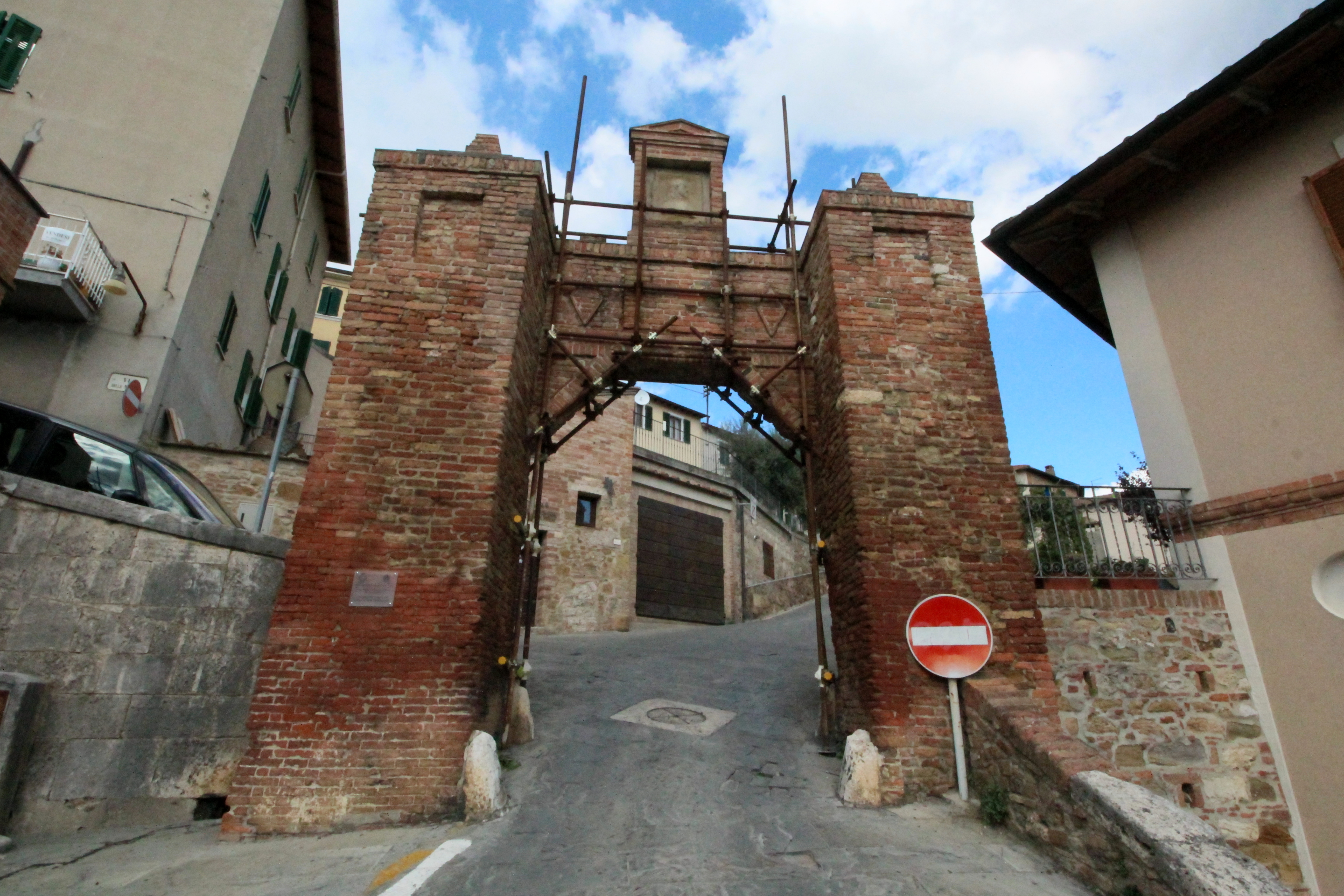
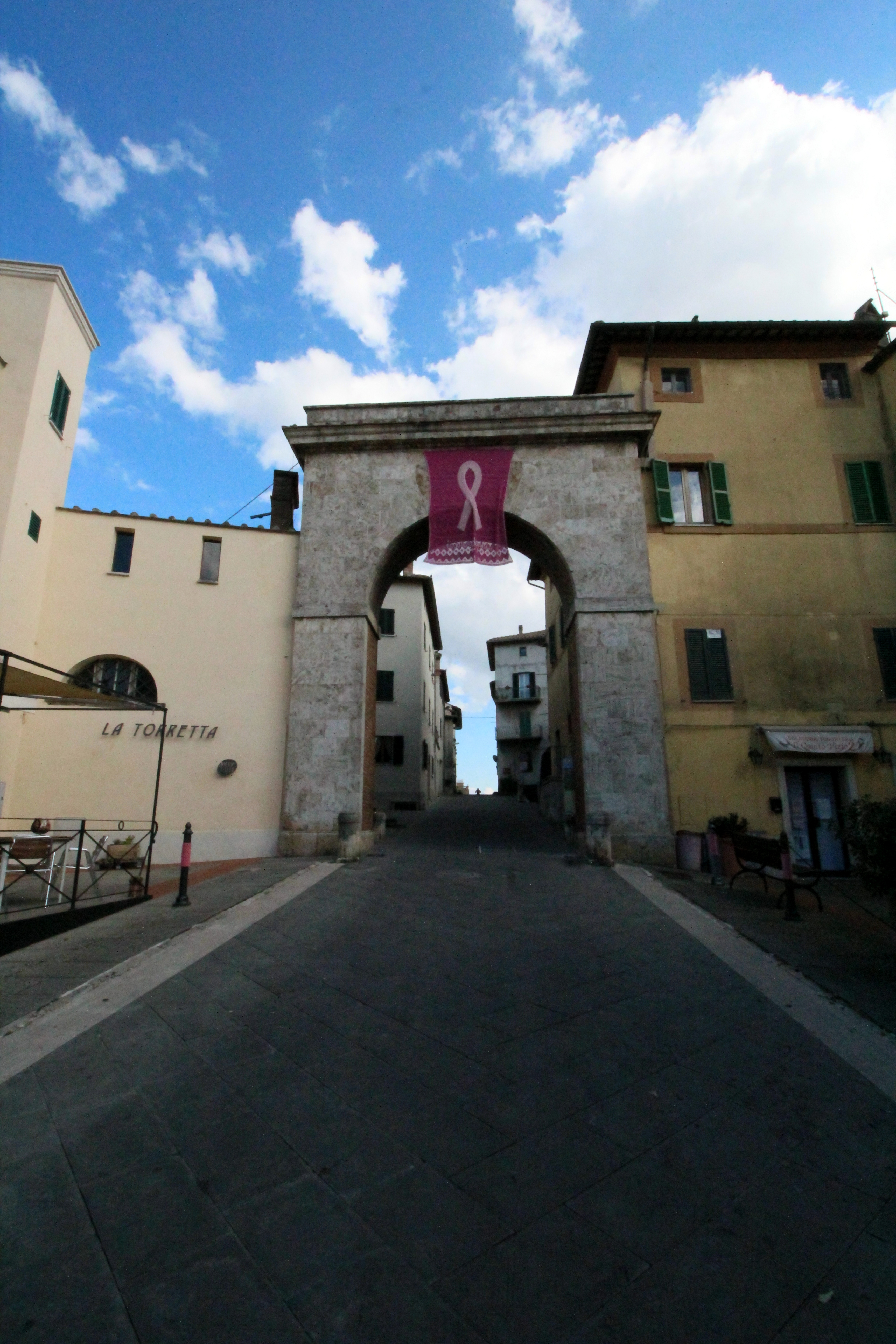
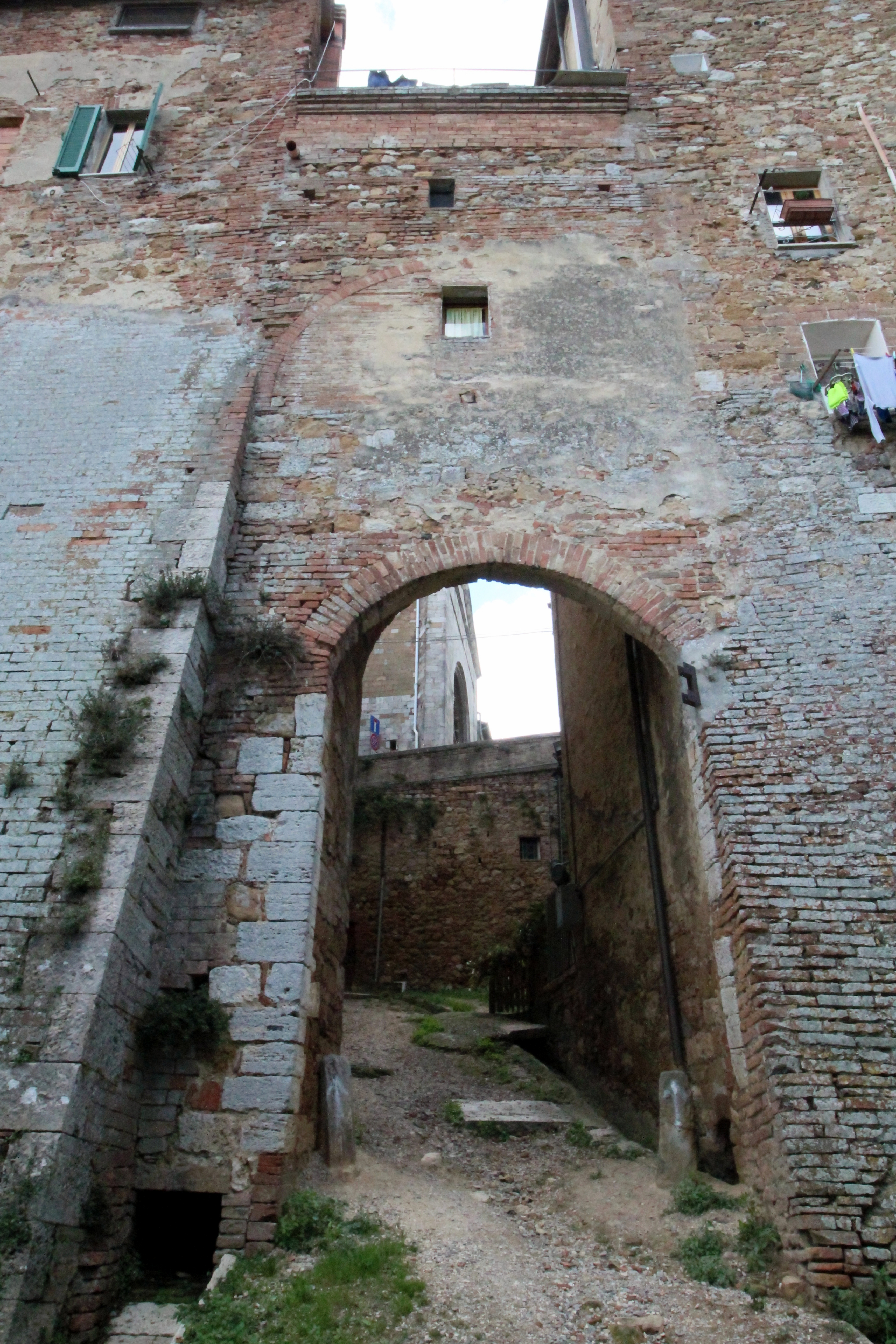
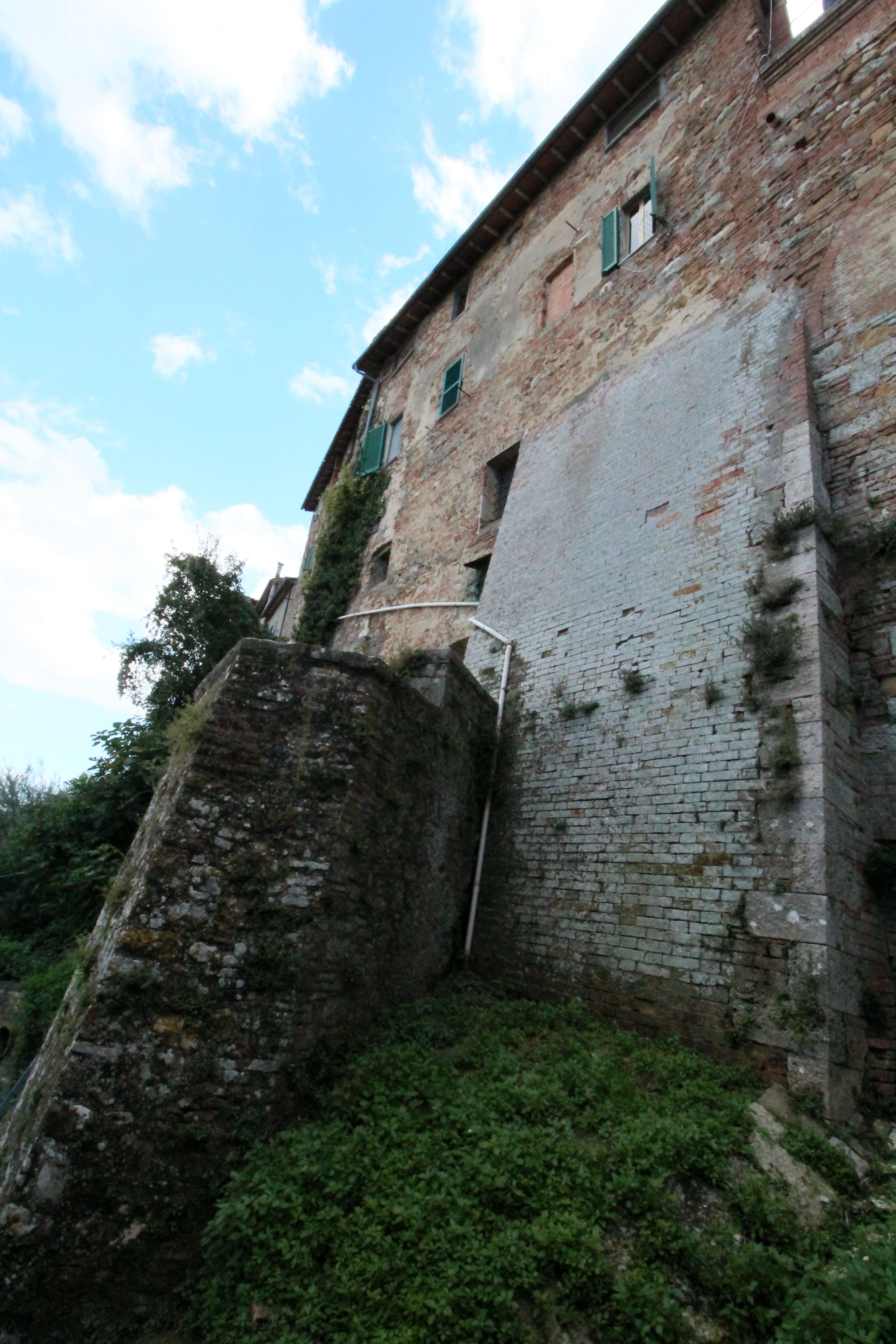
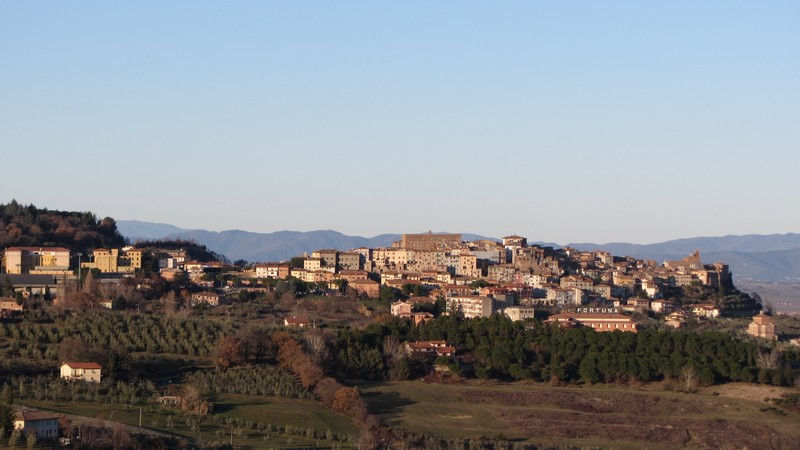
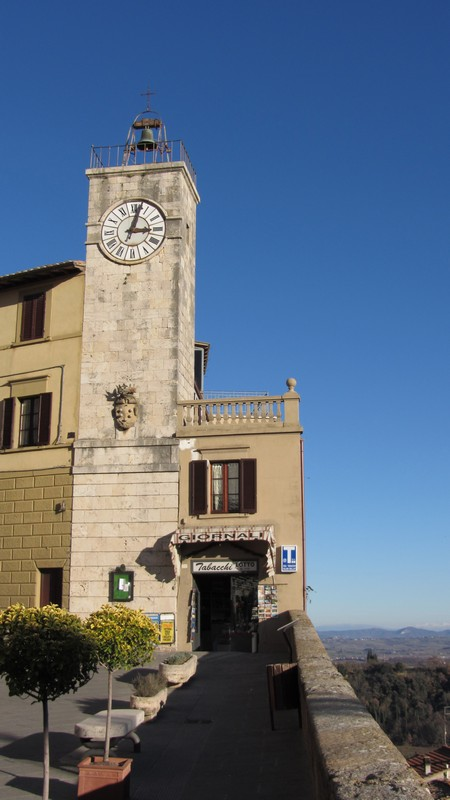
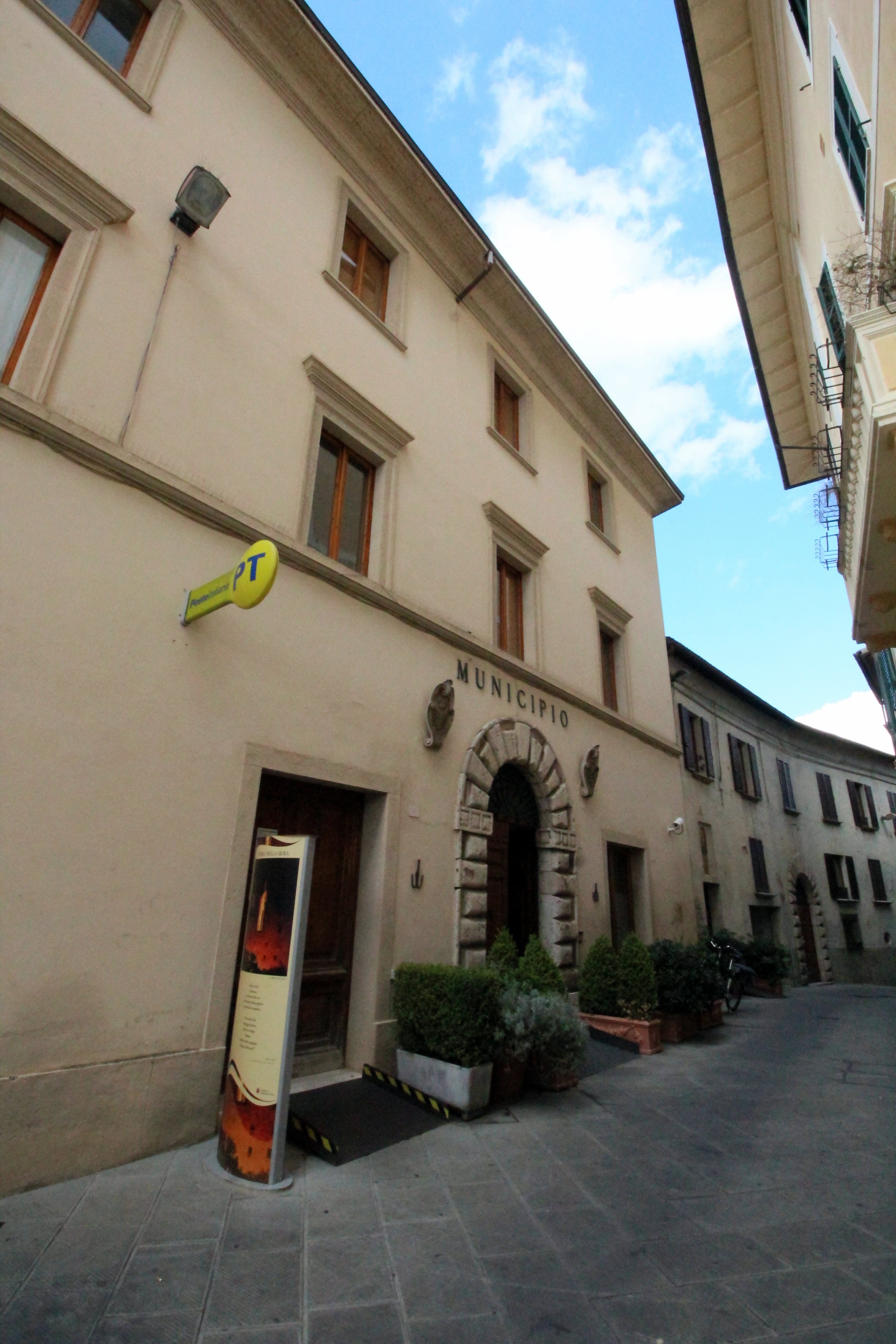
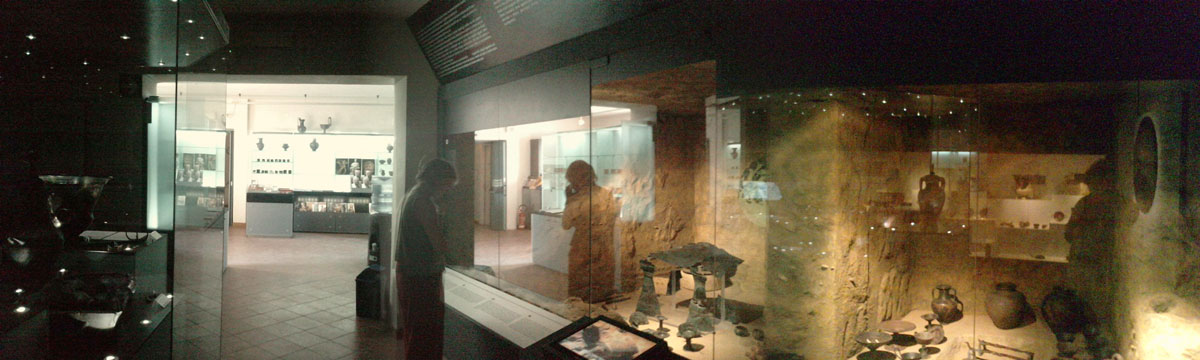
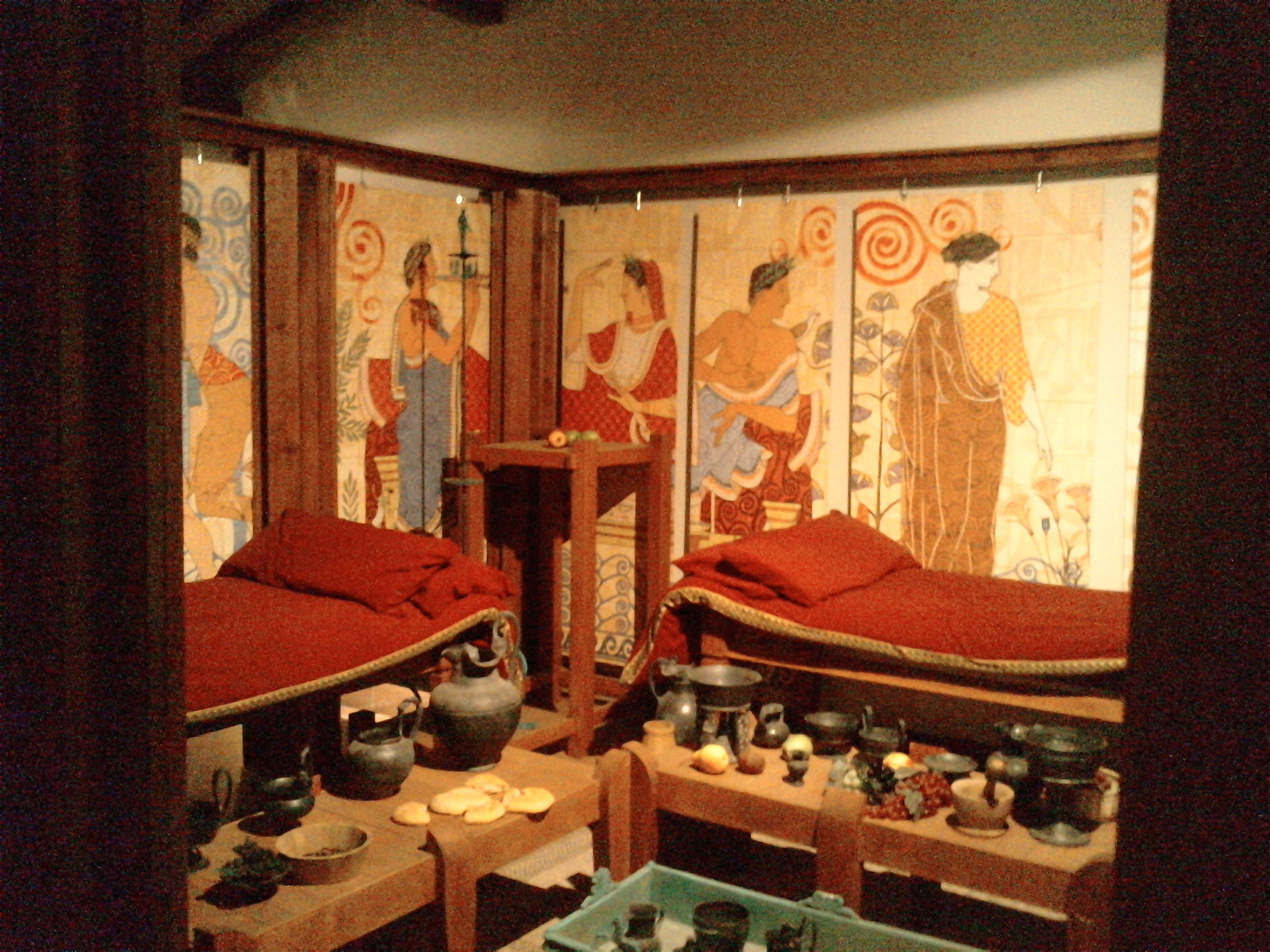
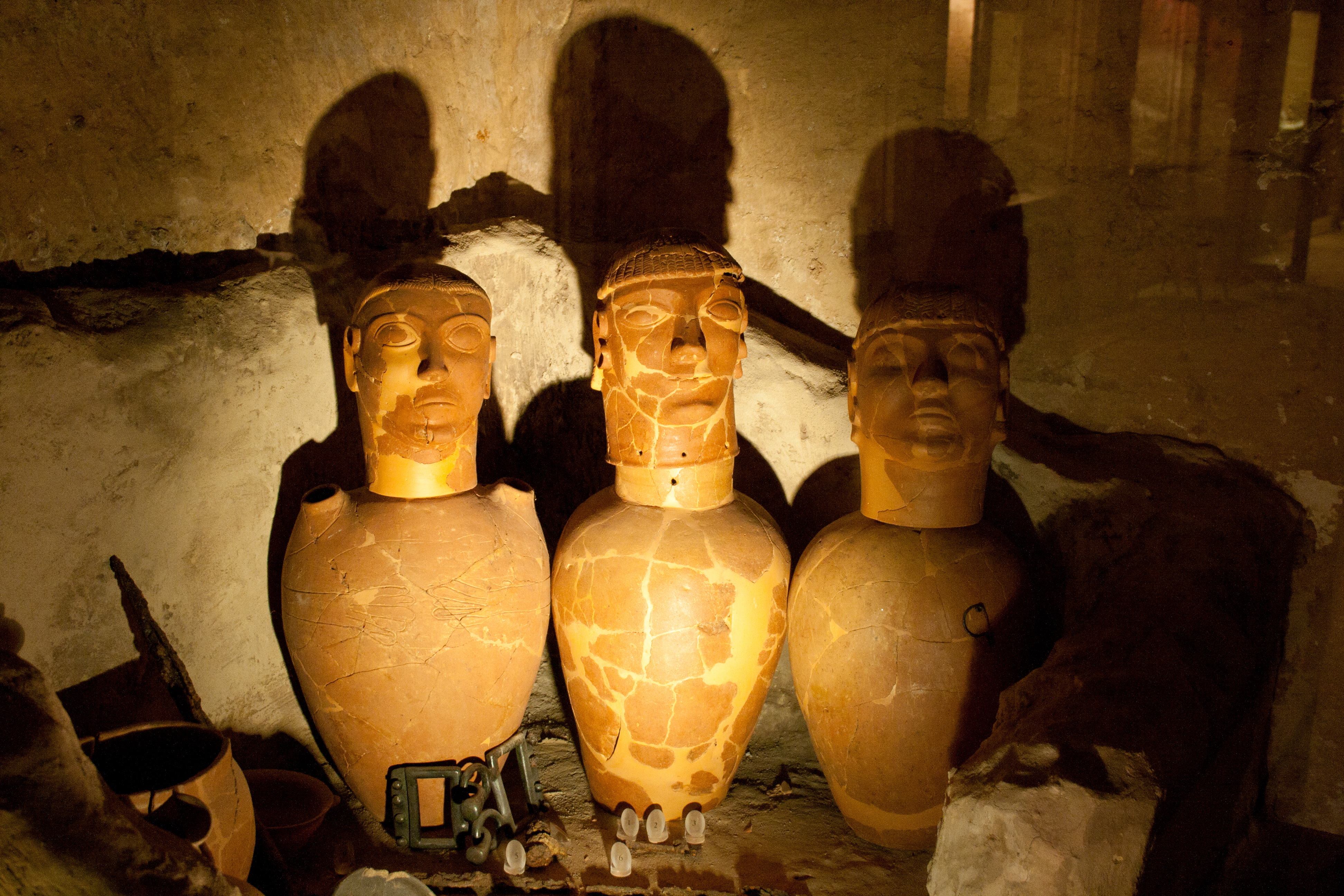

## Nevezetességek
- Múzeum
- Városkapuk

## Népesség
A település lakossága az elmúlt években az alábbi módon változott:
| Lakosok száma | 7109 | 7050 | 6907 |
|               | 2017 | 2018 | 2023 |